# あかねさす紫の花
『あかねさす紫の花』（あかねさすむらさきのはな）は、宝塚歌劇団のミュージカル作品。柴田侑宏作。1976年初演。
飛鳥時代を舞台に、中大兄皇子（後の天智天皇）・大海人皇子（後の天武天皇）の兄弟と、2人に愛される額田女王との恋愛模様を描いたオリジナル作品。

## 概要

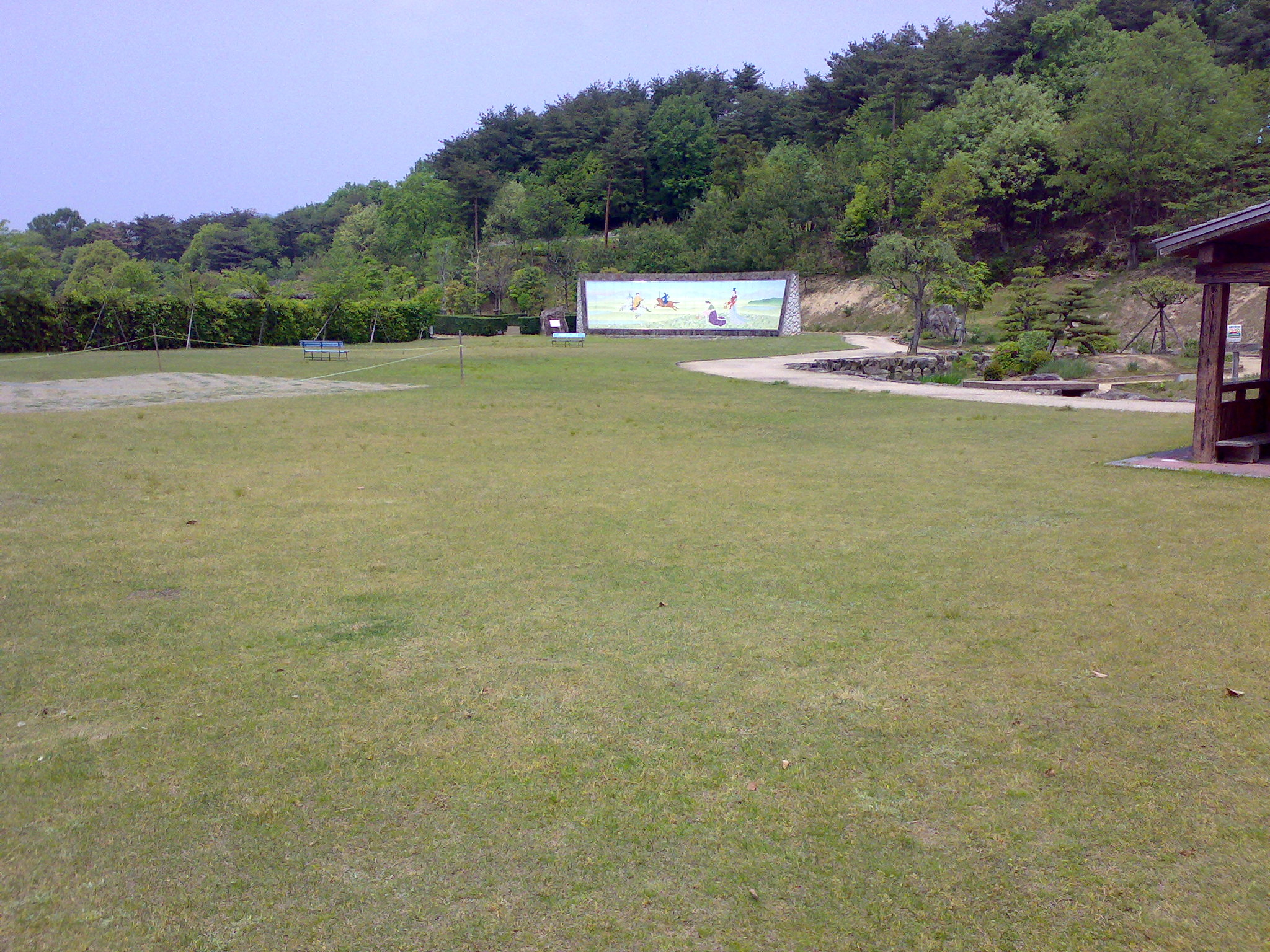
八日市 船岡山

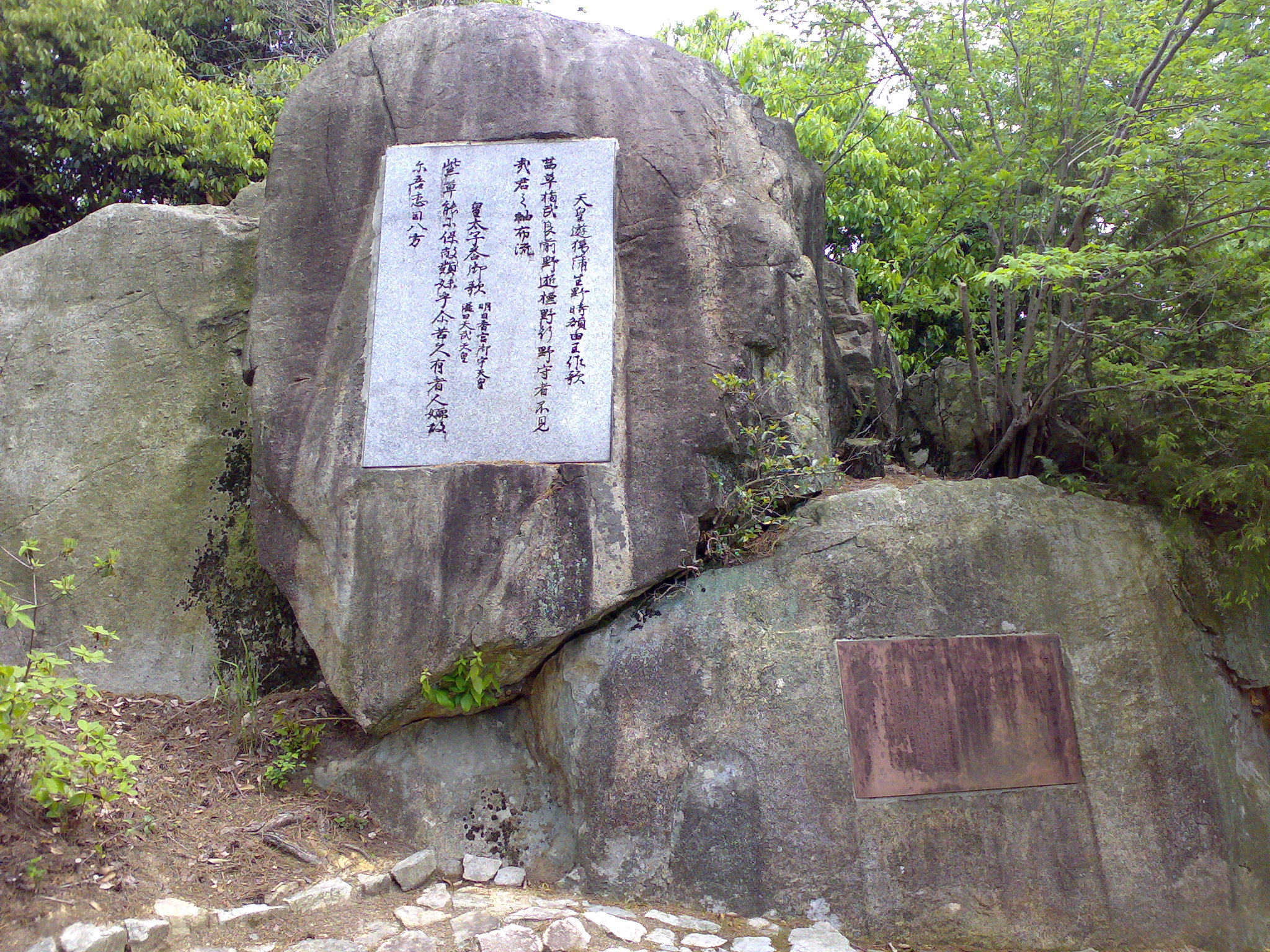
万葉歌碑

表題は、「万葉集」にある、額田が大海人に贈ったといわれる歌「あかねさす 紫野ゆき 標野（しめの）ゆき 野守は見ずや 君が袖ふる」（歌碑が八日市（現在の東近江市）にある）による。この歌を歌詞に取り入れた主題歌「紫に匂う花」（大海人が歌う）をはじめ、数首の万葉歌が劇中のミュージカルナンバーに取り入れられている。作曲は柴田との共同作業が多かった寺田瀧雄。題名の前に「万葉ロマン」と銘うたれている。
本作の初演当時、宝塚歌劇では古代王朝時代を舞台とした作品はまだ少なく、馴染みの薄い時代に踏み込んだ意欲作であった。
初演が好評を博し、翌77年に早速再演。柴田作品で初めて本公演で再演された作品であった。その後も1995年をはじめ度々再演され、柴田による和物オリジナル作品の中で、最も上演回数の多い作品となっている（直近の上演は2018年）。
柴田は初演から演出も手がけていたが、彼が眼病を患い演出活動が困難となったため、1995年版から、外部招聘した演出担当者や後輩演出家に実質的に演出を委任、柴田が脚本の推敲に専念する形で上演に関わっていた。
もともとダブルトップ体制だった花組のために書き下ろされたため、中大兄・大海人の皇子2人ともを主人公として、それぞれに見せ場が与えられた構成だった。再演はすべて単独トップスターの組によるため、トップスターの個性に合わせて、中大兄、大海人いずれかを単独の主役とし、主役の出番を増やすなど、脚本の推敲が行われている。
この作品の姉妹編として、柴田は「あしびきの山の雫に」・「たまゆらの記」（「あしびきの…」項目参照）を執筆している（柴田自身、「あかねさす…」を加えた三部作のつもりで書いたと述べている）。また、柴田の2004年作品「飛鳥夕映え」は蘇我入鹿を中心に「あかねさす…」のやや前の時代の宮廷を描いた作品であった。

## あらすじ
額田女王は、大和・額田郷（ぬかたのさと）の豪族の家にうまれ、宮廷生活を夢見る闊達な娘。同郷の若い仏師・天比古（あめひこ）は彼女に想いを寄せていたが、身分の違いから結婚できないため、彼女の顔を原型として菩薩像を彫ることで、想いを芸術に昇華させようとしていた。
やがて額田は、大海人皇子が中大兄皇子について額田郷を訪れた時、大海人に見初められ、憧れの宮廷に。心優しい大海人と妃となった額田は仲睦まじく、2人の間には十市皇女も生まれ幸福な日々を送る。
一方、政治力に優れた皇太子・中大兄は中臣鎌足たちに支えられ、大化の改新を推進していたが、皇女を生んであでやかさを増した額田に惹きつけられ、強引に額田を自分の妃にしてしまう。尊敬する兄からのこの仕打ちに、大海人は無力感に打ちのめされる。
額田をめぐって葛藤する大海人、中大兄、そして兄弟間の亀裂を懸念し政略をめぐらす中臣鎌足。また成長した天比古も、遊女・小月の自分への愛を感じながらも額田を忘れられずにいた。様々な人々の思いを巻き込みながら、歴史が動いていく…。

## 主な登場人物
- 大海人皇子
- 中大兄皇子
- 額田女王
- 中臣鎌足
- 天比古
- 鏡女王

## 主な楽曲
- 紫に匂う花(主題歌)

大海人皇子「紫の匂える…」と額田女王「あかねさす…」の歌
- 恋歌（恋の歌）
- 大海人皇子・悲恋
- 小月の唄
- 里唄
- 人はなにゆえ

（作詞 ： 柴田侑宏 作曲 ： 寺田瀧雄）
- 大和三山の歌（香久山は）

中大兄皇子の歌
- 白雉の賀

（詞 ： 万葉集 作曲 ： 寺田瀧雄）
- 安見児得たり

（詞 ： 万葉集 作曲 ： 吉田優子)
藤原（中臣）鎌足の歌
- 秋山われは…

（詞 ： 額田王 作曲 ： 寺田瀧雄）
- 天比古の唄

（作詞 ： 柴田侑宏 作曲 ： 吉田優子）
- 天比古慕情
- 大海人の決意
- 大海人の退場
- 大海人の舞
- 鏡女王と鎌足のBG
- 子供のB.G.
- 政略
- 豊津宮
- 中大兄の政略
- 中大兄の出
- 額田と大海人
- 額田女王の回想
- 額田の郷

（作曲 ： 寺田瀧雄）
- 探索

（作曲 ： 吉田優子）

## 上演記録
1976年・花組公演（初演）
2月19日から3月23日（新人公演：3月17日）まで宝塚大劇場で公演。東京では公演されていない。当時、花組は榛名由梨・安奈淳のダブルトップ体制。
形式名は「万葉ロマン」。12場。
併演は『ビューティフル・ピープル』
※配役：トップ2人の個性から、榛名を個性の強い中大兄に、安奈を大海人に配し、安奈に主題歌「紫に匂う花」が与えられた。
1977年・雪組公演（副題「大海人皇子の章」）
7月1日から8月9日（第一回・新人公演：7月12日、第二回・新人公演：7月22日）まで宝塚大劇場、11月1日から11月28日（第一回・新人公演：11月13日、第二回・新人公演：11月20日）まで東京宝塚劇場で公演。
宝塚の形式名は「万葉ロマン」で12場。
大海人を前面に出した脚本での再演。
併演は『ザ・レビュー』
※改訂：涼しげな舞台姿のトップスター汀夏子を大海人に、長身の二番手麻実れいを中大兄に配役、初演版に比べて、大海人の出番や彼に言及するセリフが増えている。
※新曲：大海人の歌う「宇治の思い出」が新たに書かれている。
1995年・雪組公演
11月10日から12月18日（新人公演は11月28日）まで宝塚大劇場で公演。東京では公演されていない。
形式名は「万葉ロマン」。12場。
「大海人皇子版」での再演。役替わり公演を導入し、二番手格の2人高嶺ふぶきと轟悠が中大兄と天比古を役替りで演じた。
この95年版から寺田に師事していた吉田優子が作曲陣に加わっている。
併演は『マ・ベル・エトワール』
新人公演の演出担当は中村一徳。
※改訂：トップスター一路真輝演じる大海人の歌唱場面が増えている。
※新曲：天比古の歌う曲、鎌足の歌う曲がそれぞれ新しく書かれた。
1996年・雪組公演
全国ツアー公演（下記の出典）
- 4月13日-4月15日　広島郵便貯金会館
- 4月17日・18日　アクトシティ浜松大ホール
- 4月20日-4月22日　市川市文化会館
- 4月23日 グリーンホール相模大野
- 4月25日・26日　イズミティ21
- 4月28日・29日　香川県民ホール
- 5月1日-5月5日　福岡市民会館

形式名は「万葉ロマン」。
併演は『マ・ベル・エトワール』
2002年・花組公演
8月3日から8月25日まで福岡・博多座で公演
形式名は「万葉ロマン」。12場。
初演以来久々の花組公演で、トップスター春野寿美礼の御披露目公演となった。「中大兄皇子版」での再演。
併演はレビュー・アラモード『Cocktail』
※改訂：中大兄が額田への想いを語るセリフが加筆され、最終場面にも新場面が取り入れられた。大海人が「紫に匂う花」を歌う場面は、中大兄の歌う「恋歌」と重なり合う形に改訂されている。主役はもちろん中大兄だが、大海人が「宇治の思い出」を歌う場面など、2番手・瀬奈にも見せ場が用意された。
2006年・月組公演
1月31日（火）から2月20日（月）まで名古屋・中日劇場で公演。併演は『レビュー・オブ・ドリームズ』
形式名は「万葉ロマン」。
「大海人皇子版」とし、2002年に引き続き瀬奈じゅんが大海人皇子を演じる（主演・準主演両方で大海人を演じたのは瀬奈が初めて）。
本作唯一の中日劇場公演となった（同劇場は2018年に閉場）。
※改訂：最終場面などを含め、全体的に1995年版・2002年版を組み合わせた上演となっている。
同年に全国ツアーが行われた。併演は『レ・ビジュー・ブリアン』。
- 10月1日-10月2日 梅田芸術劇場メインホール
- 10月4日 宇都宮市文化会館（栃木県）
- 10月5日 大宮ソニックシティ（埼玉県）
- 10月7日 府中の森芸術劇場（東京都）
- 10月8日・9日 市川市文化会館（千葉県）
- 10月11日 よこすか芸術劇場（神奈川県）
- 10月13日-10月15日 イズミティ21（宮城県）
- 10月17日 岩手県民会館
- 10月18日 八戸市公会堂（青森県）
- 10月20日-10月22日 北海道厚生年金会館
- 10月24日 會津風雅堂（福島県）
- 10月25日 郡山市民文化センター（福島県）
- 10月27日 半田市福祉文化会館（愛知県）
- 10月28日 瀬戸市文化センター（愛知県）
- 10月29日 ひこね市文化プラザ（滋賀県）

2018年・花組公演
5月4日から5月26日まで福岡・博多座で公演
形式名は「万葉ロマン」。2度目の博多座公演。
トップスター明日海りおが公演期間前半は「大海人皇子版」を、後半は「中大兄皇子版」を役替わりで演じ、同じ主演者で両版とも公演するという新機軸を導入しての再演。このため、公演期間の前半と後半で若干、台詞や演出が異なっている。
併演は『Sante!!～最高級ワインをあなたに～』。
|                               | 大海人皇子 | 天比古 | 中大兄皇子 |
| ----------------------------- | ---------- | ------ | ---------- |
| 5月4日（金） - 5月15日（火）  | 明日海りお | 柚香光 | 鳳月杏     |
| 5月16日（水） - 5月26日（土） | 柚香光     | 鳳月杏 | 明日海りお |

## 配役
ピンク背景が主役を示す。
「（ ）」は公演年と公演組の下の文字は公演場所、役者の場合は新人公演。不明点は空白とする。
|            | 1976年花組 （宝塚）     | 1977年雪組 （宝・東）                                | 1995年雪組 （宝塚）          | 1996年雪組 （全国） | 2002年花組 （博多） |
| ---------- | ----------------------- | ---------------------------------------------------- | ---------------------------- | ------------------- | ------------------- |
| 大海人皇子 | 安奈淳 （寿ひづる）     | 汀夏子 （第一回：鳳城ひろき） （第二回：山城はるか） | 一路真輝 （安蘭けい）        | 一路真輝            | 瀬奈じゅん          |
| 中大兄皇子 | 榛名由梨 （宝純子）     | 麻実れい （第一回・高汐巴） （第二回：千城恵）       | 高嶺ふぶき 轟悠 （高倉京）   | 轟悠                | 春野寿美礼          |
| 額田女王   | 上原まり （島ゆり）     | 東千晃 （第一回：四季乃花恵） （第二回：優ひかり）   | 花總まり （貴咲美里）        | 花總まり            | 大鳥れい            |
| 中臣鎌足   | 麻月鞠緒 （一条ひかる） | 尚すみれ （大浦みずき） （青樹りょう）               | 香寿たつき （汐美真帆）      | 香寿たつき          | 矢吹翔              |
| 天比古     | 松あきら （祐樹叶）     | 常花代 （真咲佳子） （亜湖千波）                     | 高嶺ふぶき 轟悠 （貴城けい） | 高倉京              | 愛音羽麗            |
| 鏡女王     | 千草美景 （美樹ひろみ） | 城月美穂 （五條愛川） （一原けい）                   | 翠花果 （麻世さくら）        | 翠花果              | 絵莉千晶            |
| 小月       | 八汐みちる （美野真奈） | 昇路みちる （湖条千秋） （茜真弓）                   | 星奈優里 （愛耀子）          | 星奈優里            | 舞風りら            |
| 十市皇女   | 美野真奈 （麻里光）     | 優ひかり （真乃ゆりあ） （朝風めぐみ）               | 貴咲美里 （愛田芽久）        | 真樹めぐみ          | 珠まゆら            |
| 斉明天皇   | 恵さかえ （京三紗）     | 千花さち代 （矢代鴻） （加奈霞）                     | 京三紗 （美穂圭子）          | 京三紗              | 京三紗              |

|            | 2006年月組 （中日） | 2006年月組 （全国）           | 2018年花組 (博多座)  |
| ---------- | ------------------- | ----------------------------- | -------------------- |
| 大海人皇子 | 瀬奈じゅん          | 瀬奈じゅん                    | 明日海りお／柚香光   |
| 中大兄皇子 | 霧矢大夢            | 大空祐飛                      | 鳳月杏／明日海りお   |
| 額田女王   | 彩乃かなみ          | 彩乃かなみ                    | 仙名彩世             |
| 中臣鎌足   | 嘉月絵理            | 嘉月絵理                      | 瀬戸かずや           |
| 天比古     | 彩那音              | 龍真咲                        | 柚香光／鳳月杏       |
| 鏡女王     | 花瀬みずか          | 花瀬みずか                    | 桜咲彩花             |
| 小月       | 夢咲ねね            | 白華れみ                      | 乙羽映見             |
| 十市皇女   | 憧花ゆりの          | 憧花ゆりの                    | 音くり寿             |
| 斉明天皇   | 京三紗              | 京三紗                        | 花野じゅりあ         |
| 舟坂郎女   | 夏河ゆら            | 瀧川末子                      | 芽吹幸奈             |
| 小泉／もず | 北嶋麻実            | 北嶋麻実                      | 航琉ひびき／羽立光来 |
| 鏡王       | 越乃リュウ          | 風雅湊                        | 高翔みず希           |
| 左馬       | 有香潤              | 有香潤                        | 桜舞しおん           |
| 銀麻呂     | 一色瑠加            | 良基天音                      | 天真みちる           |
| 勝麻呂     | 良基天音            | 遼河はるひ                    | 和海しょう           |
| こつま     | 風雅湊              | 五十鈴ひかり                  | 峰果とわ             |
| 於兎       | 萌希彩人            | 紫門ゆりや                    | 澄月菜音             |
| 鵜野皇女   | 椎名葵              | 天野ほたる                    | 華優希               |
| 早蕨       | 涼城まりな          | 涼城まりな                    | 鞠花ゆめ             |
| 豊旗       | 音姫すなお          | 音姫すなお                    | 美花梨乃             |
| 子麻呂     | 真野すがた          | 星条海斗                      | 優波慧               |
| 松虫       | 天野ほたる          | 宝生ルミ                      | 雛リリカ             |
| 網田       | 星条海斗            | 萌希彩人                      | 紅羽真希             |
| 皐月       | 妃鳳こころ          | 妃鳳こころ                    | 更紗那知             |
| 美鳥       | 姿樹えり緒          | 宇月颯                        |                      |
| 倉目       | 朝桐紫乃            | 光月るう                      | 亜蓮冬馬             |
| 式名       | 綾月せり            | 綾月せり                      |                      |
| 若菜       | 彩橋みゆ            | 彩橋みゆ                      | 茉玲さや那           |
| 初音       | 紫水梗華            | 紫水梗華                      |                      |
| 文月       | 夏月都              | 織佳乃                        | 真鳳つぐみ           |
| 雉の歌手   | 五十鈴ひかり        | 五十鈴ひかり （こつまと二役） | 羽立光来             |
| 有間皇子   | 美翔かずき          | 美翔かずき                    | 帆純まひろ           |
| 大友皇子   | 彩星りおん          | 明日海りお                    | 愛乃一真             |

## スタッフ
「（　）」の文字は公演場所。不明点は空白とする。
|              | 1976年花組 （宝塚）                   | 1977年雪組 （宝塚） | 1977年雪組 （東京） | 1995年雪組 （宝塚）                                            | 1996年雪組 （全国）                                            | 2002年花組 （博多）                                            |
| ------------ | ------------------------------------- | ------------------- | ------------------- | -------------------------------------------------------------- | -------------------------------------------------------------- | -------------------------------------------------------------- |
| 作           | 柴田侑宏                              | 柴田侑宏            |                     | 柴田侑宏                                                       | 柴田侑宏                                                       | 柴田侑宏                                                       |
| 演出         | 柴田侑宏                              | 柴田侑宏            |                     | 柴田侑宏 花若春秋（協力）                                      | 柴田侑宏 花若春秋（協力）                                      | 柴田侑宏 尾上菊之丞                                            |
| 振付         | 西川りてふ                            | 西川りてふ          |                     | 花若春秋 花若竜太郎（助手）                                    | 花若春秋 花若竜太郎（助手）                                    | 尾上菊之丞                                                     |
| 音楽         | 寺田瀧雄（作曲・編曲） 河崎恒夫(編曲) | 寺田瀧雄            |                     | 寺田瀧雄（作曲・編曲） 吉田優子（作曲・編曲） 河崎恒夫（編曲） | 寺田瀧雄（作曲・編曲） 吉田優子（作曲・編曲） 河崎恒夫（編曲） | 寺田瀧雄（作曲・編曲） 吉田優子（作曲・編曲） 河崎恒夫（編曲） |
| 音楽指揮     | 野村陽児                              | 野村陽児            |                     | 岡田良機                                                       | 岡田良機                                                       | 岡田良機（録音）                                               |
| 装置         | 黒田利邦                              | 黒田利邦            |                     | 大橋泰弘 黒田利邦 新宮有紀（補）                               | 大橋泰弘 黒田利邦 新宮有紀（補）                               | 大橋泰弘 國包洋子（助手）                                      |
| 衣装         | 小西松茂 中川菊枝                     | 小西松茂 中川菊枝   |                     | 桜井久美 中川菊枝（考証） 有村淳（補） 大沼由美（補）          | 桜井久美 中川菊枝（考証） 有村淳（補） 大沼由美（補）          | 任田幾英 河底美由紀（補）                                      |
| 照明         | 今井直次                              | 今井直次            |                     | 今井直次                                                       | 今井直次                                                       | 勝柴次朗                                                       |
| 音響         | 松永浩志                              | 松永浩志            |                     | 加門清邦                                                       | 加門清邦                                                       | 加門清邦                                                       |
| 小道具       | 勝村四郎                              | 勝村四郎            |                     | 伊集院徹也                                                     | 伊集院徹也                                                     | 石橋清利                                                       |
| 効果         | 扇野信夫                              | 扇野信夫            |                     | 扇野信夫                                                       | 扇野信夫                                                       | 切江勝                                                         |
| 演出助手     | 村上信夫                              | 村上信夫            |                     | 中村一徳 齋藤吉正                                              | 中村一徳 齋藤吉正                                              | 植田景子 齋藤吉正                                              |
| 舞台進行     |                                       |                     |                     | 豊田登                                                         | 豊田登                                                         | 西原徳充                                                       |
| 舞台美術製作 |                                       |                     |                     |                                                                |                                                                | (株）宝塚舞台                                                  |
| 録音演奏     |                                       |                     |                     |                                                                |                                                                | 宝塚歌劇オーケストラ                                           |
| 制作         | 橋本雅夫 三宅征夫                     | 平井義人            |                     | 古澤真                                                         | 古澤真                                                         | 木村康久                                                       |

|      | 2006年月組 （中日） | 2006年月組 （全国） |
| ---- | ------------------- | ------------------- |
| 作   | 柴田侑宏            | 柴田侑宏            |
| 演出 | 柴田侑宏 尾上菊之丞 | 柴田侑宏 尾上菊之丞 |
| 振付 | 尾上菊之丞          | 尾上菊之丞          |

## エピソード
トップスターたちの個性もあって、1977年の再演以降、「大海人皇子版」が4回（全国ツアー含まず）、「中大兄皇子版」が2回の上演となっている。「中大兄版」は2回とも花組で上演されているため、現在のところ「花組版」ともいえる。
2回、全国ツアー演目（いずれも「大海人皇子版」）となっているが、イズミティ21（宮城県）と、市川市文化会館（千葉県）が、両方のツアーで上演会場となっていた。
2018年版の改訂について、柴田はスタッフ表記上でも脚本に専念していたが、当版の準備期間に、柴田（当時80代半ば頃）の健康問題が顕在化し始めており、脚本推敲はもとより、再演のための演出担当者（大野拓史）たちとの打ち合わせも儘ならない状況となっていた。このため、大野を中心に、これまでの上演の映像を一通り確認したうえで、基本的に初演時の脚本に準拠する方法により脚本内容を確定、再演を実施した。
上記のように柴田の体調はかなり悪化していたが、2018年版の稽古初日には足を運び、明日海を激励したという（当版上演の翌19年に柴田は逝去している）。

## 関連
- あしびきの山の雫に
- たまゆらの記